# Alberto Aguirre
Alberto Aguirre Ceballos (Girardota, 19 de diciembre de 1926-Medellín, 3 de septiembre de 2012) fue un periodista, escritor y crítico colombiano.

## Biografía
Alberto Aguirre nació en Girardota, Antioquia. Estudió derecho en la Universidad de Antioquia. Durante los años cincuenta, perteneció al Cine Club de Medellín, que había fundado Camilo Correa en 1953, y en sus evocaciones destacó que la primera película que vieron fue El incendio de San Francisco, pero el club de cinematografía fue cerrado por presión de la Iglesia, aunque Alberto Aguirre se propuso y lo reabrió en 1956, con la proyección de una película prohibida en Colombia: Senso, de Luciano Visconti.
Fue conocido en los círculos intelectuales de Antioquia y del país, por su columna Cuadro, en la que exponía sus conocimientos y las críticas más importantes de la actualidad del país, unos comentarios que también le obligaron al exilio en los años 80. También se dedicó a la fotografía, con gran pasión, y al negocio de los libros. Compró la Librería Aguirre al poeta Eduardo Correa, en 1959, la cual  mantuvo en funcionamiento hasta 1997.
Trabajó como periodista en la agencia France Press, al lado de Gonzalo Arango, el creador del nadaísmo, y se destacó por sus traducciones de noticias y trabajos periodísticos, ya que dominaba el francés, el inglés, el alemán y el italiano.